# Chasmanthe
Chasmanthe és un petit gènere de plantes perennes i  bulboses de la família Iridaceae, natives de la província del Cap a Sud-àfrica. Comprèn 26 espècies descrites i, d'aquestes, tan sols 3 d'acceptades.

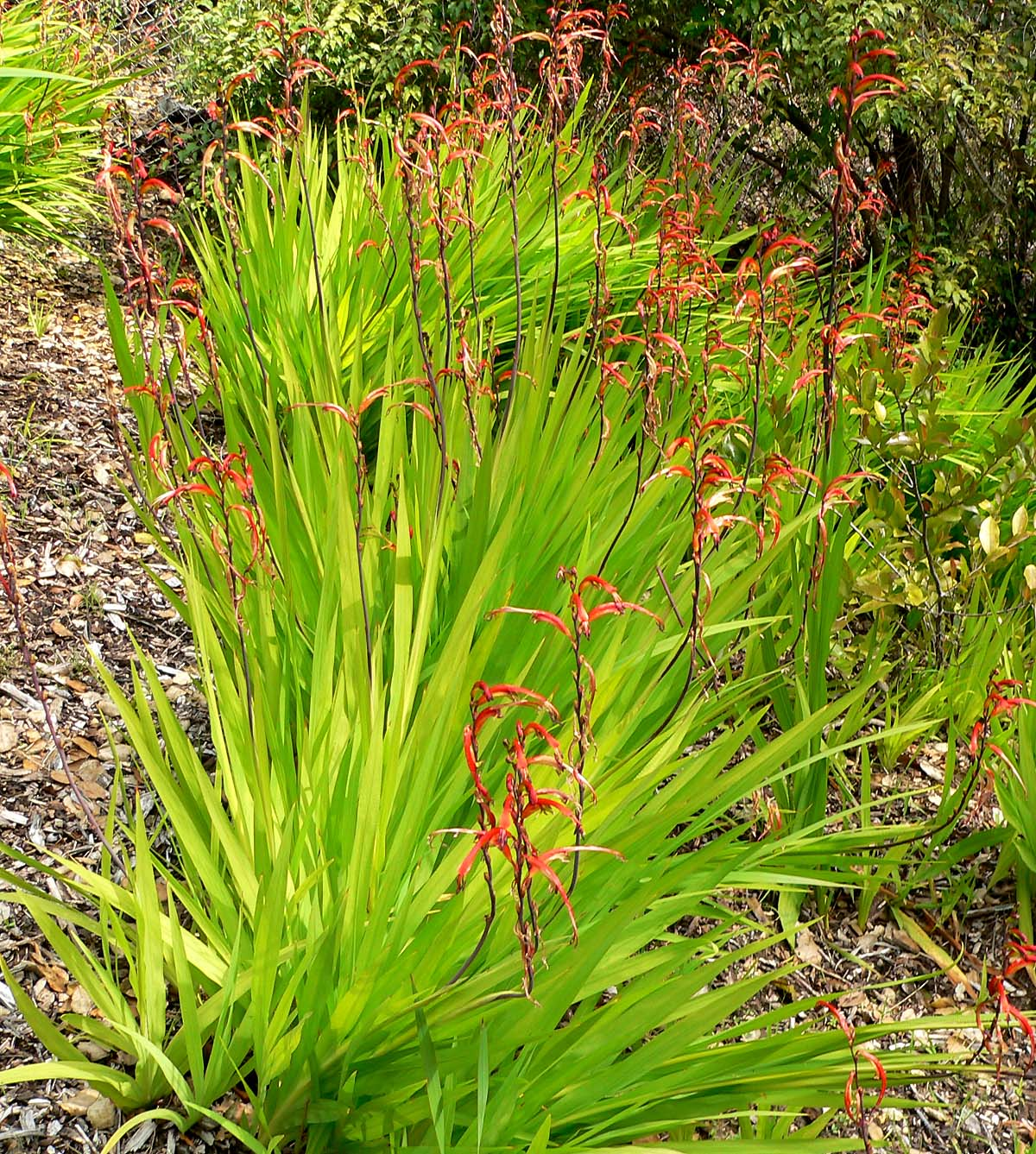
Chasmanthe floribunda, aspecte general

## Descripció
Es tracta d'herbes perennes de fins a 140 cm d'alçada, amb fullatge decidu, que creixen a partir de corms. Les fulles són ensiformes, dístiques, alternes, amb nervadura paral·lela i de marge sencer. Presenten acolorides inflorescències en espigues dístiques. Les flors són hermafrodites, zigomorfes, sèssils i es disposen a la inflorescència protegides per dues curtes espates. El perigoni és cilíndric, corbat, amb el tèpal superior estès seguint la curvatura del tub perigonial, els 5 restants són molt més breus i estesos. Presenta 3 estams disposats al llarg del tèpal superior. L'ovari és ínfer i l'estil és tripartit. Les flors són de colors brillants, des del groc, ataronjat fins al vermell escarlata. Es conrea a diverses parts del món com a ornamental. El fruit és una càpsula dehiscent. Floreixen a l'estiu.

## Cultiu
Chasmanthe es propaga fàcilment per corms i per llavors. Algunes espècies són molt invasores i aconsegueixen naturalitzar-se.

## Taxonomia
El gènere va ser descrit per Nicholas Edward Brown i publicat al Transactions of the Royal Society of South Africa 20(3): 272–274. 1932.

### Etimologia
Chasmanthe: nom genèric que deriva del grec, chasme = "obert, partit" i anthos = "flor", fent al·lusió als tèpals incisos o partits característics d'aquestes espècies.

### Espècies acceptades
A continuació es brinda un llistat de les espècies del gènere Chasmanthe acceptades fins a juliol de 2017, ordenades alfabèticament. Per a cadascuna s'indica el nom binomial seguit de l'autor, abreujat segons les convencions i usos.
- Chasmanthe aethiopica (L.) N.E.Br
- Chasmanthe bicolor (Gasp. ex Ten.) N.E.Br.
- Chasmanthe floribunda  (Salisb.) N.E.Br.